# Epicadinus
Epicadinus Simon, 1895 è un genere di ragni appartenente alla famiglia Thomisidae.

## Distribuzione
Le undici specie note di questo genere sono diffuse in America meridionale, (otto specie sono endemiche del solo Brasile) e in Messico (la E. trifidus): la specie dall'areale più vasto è la E. trispinosus, rinvenuta in Perù, Brasile, Guyana francese e Bolivia

## Tassonomia
Non sono stati esaminati esemplari di questo genere dal 1947.
A giugno 2014, si compone di 11 specie:
1. Epicadinus albimaculatus Mello-Leitão, 1929 — Brasile
2. Epicadinus biocellatus Mello-Leitão, 1929 — Brasile
3. Epicadinus gavensis Soares & Soares, 1946 — Brasile
4. Epicadinus helenae Piza, 1936 — Brasile
5. Epicadinus marmoratus Mello-Leitão, 1947 — Brasile
6. Epicadinus polyophthalmus Mello-Leitão, 1929 — Brasile
7. Epicadinus spinipes (Blackwall, 1862) — Brasile
8. Epicadinus trifidus (O. P.-Cambridge, 1893) — Messico
9. Epicadinus trispinosus (Taczanowski, 1872)[2] — Perù, Brasile, Guiana francese, Bolivia
10. Epicadinus tuberculatus Petrunkevitch, 1910 — Brasile
11. Epicadinus villosus Mello-Leitão, 1929 — Brasile, Paraguay